# Meaghan Benfeito

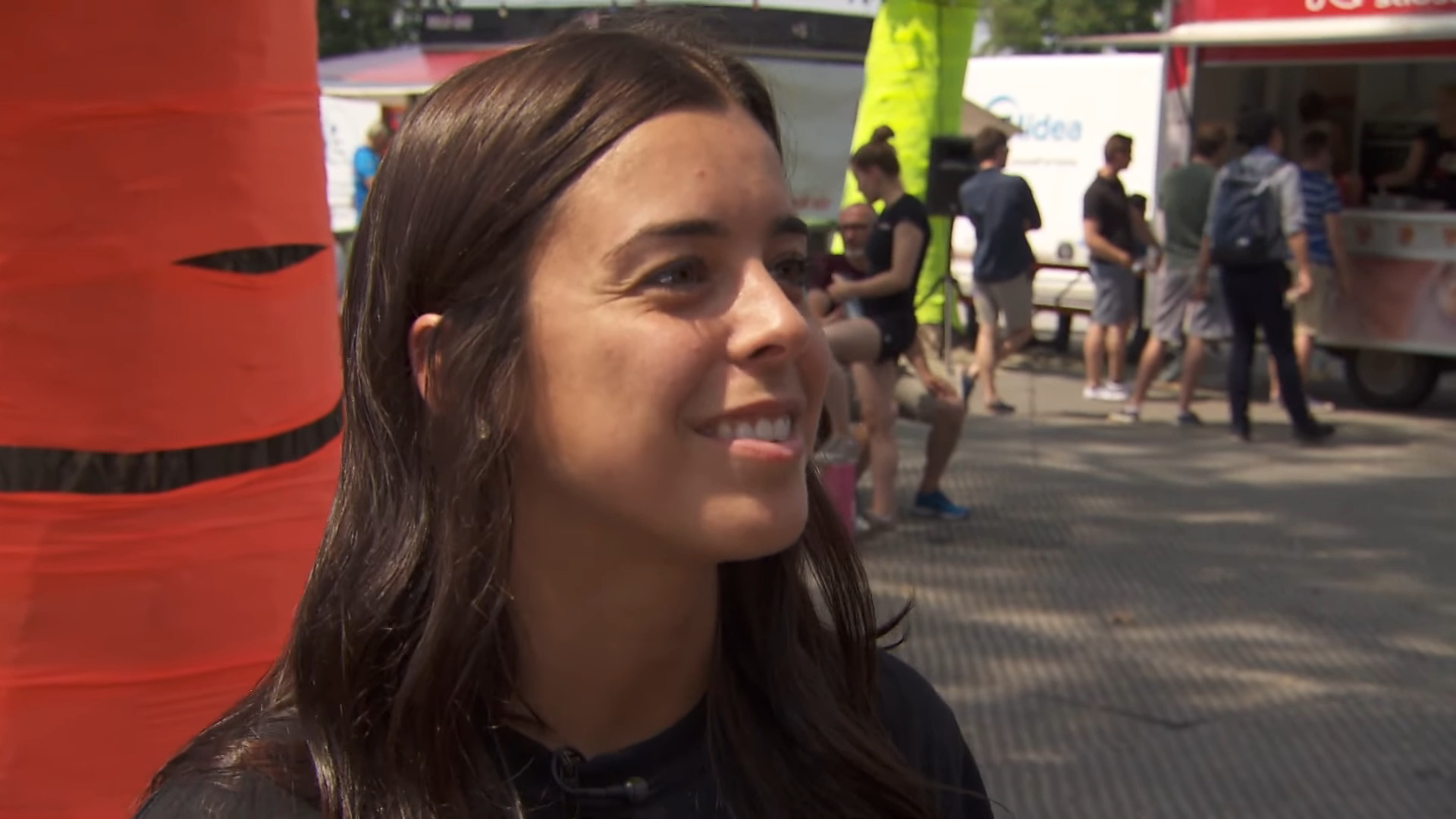
Meaghan Benfeito

Meaghan Benfeito, född den 2 mars 1989 i Montréal, är en kanadensisk simhoppare.
Hon tog OS-brons i synkroniserade höga hopp i samband med de olympiska simhoppstävlingarna 2012 i London.